# 1455 год в науке
В 1455 году произошли различные научные и технологические события, некоторые из которых представлены ниже.

## События
- В Германии Иоган Гутенберг выпускает первую печатную книгу — 42-строчную Библию. Её печатание заняло 5 лет. Это событие традиционно считается точкой отсчёта истории книгопечатания в Европе.

## Родились
- 22 февраля — Иоганн Рейхлин, немецкий философ, первый немецкий гебраист не еврей, освоивший еврейский язык.
- Мухаммед Салих — автор героической поэма Месневи «Шейбани-наме» (около 9000 строк) об исторических событиях, происходивших в 1499—1506 в Средней Азии, о победе Шейбанидов над Тимуридами.
- Антонио да Сангалло Старший — итальянский архитектор и инженер.

## Скончались
- 1 декабря — Лоренцо Гиберти, итальянский историк искусства, скульптор, ювелир.